# La Rapace
Pour plus de détails, voir Fiche technique et Distribution.
La Rapace (Decoy) est un film américain en noir et blanc réalisé par Jack Bernhard, sorti en 1946.

## Synopsis
Le cambrioleur Frank Olins (Robert Armstrong) purge une longue peine de prison après avoir organisé un casse fructueux. Il refuse de révéler à quiconque où se cache son butin. Quand son exécution est ordonnée, sa compagne, la femme fatale Margot Shelby (Jean Gillie), entreprend son évasion. Elle corrompt le docteur Craig (Herbert Rudley) pour l’aider dans sa tâche, et demande au malfrat Jim Vincent (Edward Norris) de financer son plan. Mais de loin, le policier Portugal (Sheldon Leonard) surveille ce petit monde.

## Fiche technique
- Titre français : La Rapace
- Titre original : Decoy
- Réalisation : Jack Bernhard
- Assistant réalisateur : William A. Calihan Jr.
- Scénario : Nedrick Young, d’après une histoire de Stanley Rubin
- Musique : Edward J. Kay
- Costumes : Lorraine MacLean
- Photographie : L. William O'Connell
- Montage : Jason H. Bernie
- Producteurs : Jack Bernhard et Bernard Brandt
- Société de production : Bernhard-Brandt Productions, Pathe Pictures
- Société de distribution :
- Pays de production :  États-Unis
- Langue originale : anglais américain
- Format : noir et blanc — 35 mm — 1,37:1 — son : mono (Western Electric Mirrophonic Recording)
- Genre : Film noir, policier
- Durée : 76 minutes
- Dates de sortie :
- États-Unis : 14 septembre 1946
- France : 31 mars 1948

## Distribution
- Jean Gillie : Margot Shelby
- Robert Armstrong : Frank Olins
- Herbert Rudley : Dr Craig
- Edward Norris : Jim Vincent
- Sheldon Leonard : sergent Portugal
- Philip Van Zandt : Tommy
- Bert Roach : le barman
- Marjorie Woodworth : l'infirmière du docteur Craig
- Carole Donne
- John Shay
- Pat Flaherty
- Dick Elliott
- William Ruhl
- Ray Teal
- William Edwin Self (en)